# Вишковски окръг
Вишковски окръг (на полски: Powiat wyszkowski) е окръг в Източна Полша, Мазовско войводство. Заема площ от 876,43 км2. Административен център е град Вишков.

## География
Окръгът се намира в историческата област Мазовия. Разположен е в централната част на войводството.

## Население
Населението на окръга възлиза на 73 817 души (2013 г.). Гъстотата е 84 души/км2.

## Административно деление
Административно окръгът е разделен на 6 общини.
Градско-селска община:
- Община Вишков

Селски общини:
- Община Браншчик
- Община Длугошьодло
- Община Жоншник
- Община Сомянка
- Община Забродже

## Фотогалерия
- Вишков